# Вила-Шан-де-Брасиоза
Вила-Шан-де-Брасиоза (порт. Vila Chã de Braciosa, мирандск. Bila Chana de Barceosa или Bilachana de Barceosa) —  населённый пункт и район в Португалии,  входит в округ Браганса. Является составной частью муниципалитета  Миранда-ду-Дору. По старому административному делению входил в провинцию Траз-уж-Монтиш и Алту-Дору. Входит в экономико-статистический  субрегион Алту-Траз-уш-Монтеш, который входит в Северный регион. Население составляет 391 человек на 2001 год. Занимает площадь 42,82 км².